# ペルー関係記事の一覧
ペルー関係記事の一覧（ペルーかんれんきじのいちらん）は、ペルーに関する記事の一覧。
- ペルーの人物についてはペルー人の一覧を参照

## あ行
- アイマラ - 民族
- アイマラ語
- アイリュ - 血縁・地縁組織
- アウトゴルペ - クーデター
- アエロペルー
- アレキパ - 都市
- アヒ・アマリージョ - 食材
- アメリカ革命人民同盟 - 政党
- アラワク族
- アリアンサ・リマ - サッカークラブ
- アンカシュ地震
- アンコン条約
- アンティクーチョ - 料理
- アンデス山脈
- アンデス・スペイン語 - ペルーなど中央アンデスで話されているスペイン語の方言
- イスパノアメリカ - スペイン語話者のいるアメリカ大陸各国家の総称
- イポカンポ出版社
- インカ・コーラ - ペルーの企業が販売するコーラ
- インカ帝国
- インカ神話 - Category:インカ神話
- インティ (通貨) - かつて使用されていた通貨単位
- ウカヤリ川
- ウニベルシタリオ・デポルテス - サッカークラブ
- ウルバンバ川
- ウルピカ - 食材
- エクアドル・ペルー戦争 (1941年-1942年)
- エケコ - 人形
- エル・ドラード

## か行
- カブレラ・ストーン - オーパーツ
- カホン - 打楽器
- カランカス隕石
- キヌア - 食材
- キープ (インカ)
- 近代における世界の一体化#ラテンアメリカ諸国の独立
- クスコ
- クスコ王国
- クスコ盆地
- ケチュア語
- コカ - コカ茶
- コロンビア・ペルー戦争
- コンキスタドール - スペイン人征服者

## さ行
- 在ペルー日本大使公邸占拠事件
- サクサイワマン - 遺跡
- サッカーペルー代表
- サパ・インカ
- サン・ダミアン地区
- シエンシアーノ - サッカークラブ
- 慈恩寺 - リマ首都県にある南米最古の仏教寺院
- シカン文化 - プレ・インカ
- ジャバリ川
- スターペルー航空
- 砂のミラージュ - 映画
- スペインによるアメリカ大陸の植民地化#インカ帝国
- スペインによるインカ帝国の征服（英語版）
- スポルティング・クリスタル - サッカークラブ
- セロ・バウル
- 先コロンブス期#南アメリカ
- センデロ・ルミノソ
- 曹洞宗慈恩寺(ペルー共和国)位牌リスト

## た行
- 太平洋戦争 (1879年-1884年)
- 太陽神殿 - インカ帝国時代の神殿
- タンボマチャイ - 遺跡
- チクラーヨ
- チチカカ湖
- チチャ - 酒
- チムー王国 - プレ・インカ
- チャビン・デ・ワンタル - 遺跡
- チャリャ - 宗教儀式
- チャン・チャン - 世界遺産
- チョリータ - 伝統衣装を着た女性
- チョロ - メスティーソ
- ディエゴ・デ・アルマグロ - コンキスタドール
- トゥパク・アマル革命運動
- トケパラ洞窟 - 遺跡

## な行
- ナスカの地上絵
- ナスカ文化
- 南米サッカー連盟 - ペルーも参加
- ヌエバ・グラナダ副王領
- ヌエボ・ソル - 通貨単位
- ネバド・パリアカカ - 山

## は行
- バスケットボール女子ペルー代表
- バスケットボールペルー代表
- パパ・アラワンカイナ - 料理
- ハポニョール - 語彙
- パリニャス岬
- バルパライソ条約
- パレタフロントン
- バレーボールペルー女子代表
- ピスコ - 酒
- ビルカバンバ - インカ帝国の都市
- プカ・プカラ - 遺跡
- プカラ文化 - プレ・インカ
- フランシスコ・ピサロ - コンキスタドール
- プリメーラ・ディビシオン (ペルー) - サッカーリーグ
- プレ・インカ
- ペルー
- ペルー海軍
- ペルー海軍艦艇一覧
- ペルー海流
- ペルー地震 (2007年)
- ペルー地震 (2018年)
- ペルー人の一覧
- ペルー・チリ海溝
- ペルーにおける死刑
- ペルーの行政区画
- ペルーの郡
- ペルーの国歌
- ペルーの国旗
- ペルーの在外公館の一覧
- ペルーの地震一覧
- ペルーの世界遺産
- ペルーの大統領
- ペルーの鉄道
- ペルーの野鳥一覧
- ペルーの歴史
- ペルービアン・インカ・オーキッド - 犬種
- ペルービアン・ヘアレス・ドッグ - 犬種）
- ペルー・ボリビア連合
- ペルー・レイル
- ペルー早稲田大学探検部員殺害事件
- ポリェラ - 民族衣装

## ま行
- マチュ・ピチュ
- マヌー国立公園
- みどりの壁 - 映画
- 南アメリカ
- 南アメリカのサッカー選手一覧#ペルー
- モチェ文化 - プレ・インカ

## ら行
- ラテンアメリカ
- ラン・ペルー航空
- リオ・アビセオ国立公園
- リマ郡
- リマ大学
- リマ排日暴動事件
- ルパカ - 民族
- ロモ・サルタード - 料理

## わ行
- ワカロマ遺跡
- ワスカラン
- ワスカラン国立公園
- ワスカル (装甲艦)
- ワリ - プレ・インカの文化
- ワル・ワル（スカ・コリュ。農耕技術
- ワロチリ地区
- ワロチリ郡
- ワロチリ文書

## 記号・英数字
記号
- .pe - 国別コードトップレベルドメイン

数字
- 1964年女子バスケットボール世界選手権 - ペルーで開催
- 1982年バレーボール女子世界選手権 - ペルーで開催
- 2005 FIFA U-17世界選手権 - ペルーで開催
- 209型潜水艦

A-Z
- ISO 3166-2:PE - ペルーの行政区分コード